# چو تسوراهیده
چو تسوراهیده (به ژاپنی: 長 連豪 Chō Tsurahide); ۱ ژانویهٔ ۱۸۵۶ – ۲۷ ژوئیهٔ ۱۸۷۸) سامورایی اهل استان ایشیکاوا در ژاپن بود. وی از کسانی بود که در ترور سیاستمدار قدرتمند اصلاحات میجی، اوکوبو توشیمیچی در ۱۴ مه ۱۸۷۸ در طی  حادثه کی‌اوی ساکا شرکت داشت.
در سال ۱۸۷۷ پس از اینکه سایگو تاکاموری در استان کاگوشیما قیام خود را بر ضد دولت میجی آغاز کرد. چو یکی از اولین چهره‌های قلمروی کاگا بود که نقشه‌های ضد دولت میجی را طرح کرد. او برای دیدار با سایگو دو بار به استان کاگوشیما سفر کرد.